# Административно деление на Туркменистан
Административното деление на Туркменистан се определя от закона „О порядке решения вопросов административно-территориального устройства Туркменистана, присвоения наименований и переименования государственных предприятий, организаций, учреждений и других объектов“ приет на 18 април 2009 г. В съответствие с него населените пунктове на Туркменистан се поделят на градски (градове и селища от градски тип) и селски (села). Към 1 октомври 2018 г. в Туркменистан има 51 града, отнасящи се към три административни котегории (република, вилает, етрап), 62 селища от градски тип и 1717 села.
В административно-териториално отношение Туркменистан се дели на вилаети (области, провинции), етрапи (райони), генгешлици (общини) и населени пунктове от 5 административни категории:
- вилаети (области, провинции) – 5 броя;
- градове с права на вилаети (градове с население над 500 хил. жители, фактически само град Ашхабад);
- етрапи (райони) – 43 във вилаетите и 6 в градовете;
- градове с права на етрапи (градове с население над 30 хил. жители) – 11 броя;
- градове в етрапите (към тази категория се отнасят селищата с население над 8 хил. жители, а също и перспективните селища с по-малко население, в които са разположени промишлени предприятия, развито е жилищно-комуналното стопанство, има мрежа от социално-културни учреждения и организация на търговията и бита) – 39 броя;
- селища от градски тип (към тази категория се отнасят села с население над 2 хил. жители, а също и перспективните села с по-малко население, достигнали опраделено ниво на благоустройство, на териториите на които са разположени предприятия и организации, железопътни станции, хидротехнически съоръжения, санаториуми и други лечебни заведения) – 62 броя;
- генгешлици (общини, образуват се от териториите на едно или няколко села) – 504 броя;
- села (към тази категория се отнасят селища с население над 50 житли) – 1717 броя.

## Административно-териториално деление
| Админ. единица (вилает) | Админ. център | Население (01.01.2005) | Площ (km²) | Етрапи (райони) | Градове | С права на вилает | С права на етрап | С етрапско подчинение | Градски райони (с права на етрап) | Селища от градски тип |
| ----------------------- | ------------- | ---------------------- | ---------- | --------------- | ------- | ----------------- | ---------------- | --------------------- | --------------------------------- | --------------------- |
| 1.Ашхабад               |               | 871500                 | 470        | -               | 1       | 1                 | -                | -                     | 4                                 | -                     |
| 1.Ахалски вилает        | Аннау         | 939700                 | 97160      | 7               | 8       | -                 | 1                | 7                     | -                                 | 10                    |
| 2.Балкански вилает      | Балканабад    | 553500                 | 139270     | 6               | 10      | -                 | 5                | 5                     | 2                                 | 13                    |
| 3.Дашогудки вилает      | Дашогуз       | 1370400                | 73430      | 9               | 9       | -                 | 2                | 7                     | -                                 | 1                     |
| 4.Лебапски вилает       | Туркменабад   | 1334500                | 93730      | 10              | 15      | -                 | 1                | 14                    | -                                 | 24                    |
| 5.Марийски вилает       | Мари          | 1480400                | 87150      | 11              | 8       | -                 | 2                | 6                     | -                                 | 14                    |
| Туркменистан – общо     |               | 6550000                | 491210     | 43              | 51      | 1                 | 11               | 39                    | 6                                 | 62                    |

## Историческа справка

### Съветски период
През 1917 г. територията на съвременен Туркменистан влиза в състава на Закаспийската област (столица – Асхабад) и Бухарския емират. През 1919 г. е образувана Туркестанската съветска федеративна република с център в Ташкент, в която влиза голяма част от Туркменистан. Самият Туркменистан като отделна административна единица е обособен през 1921 г. под името Туркменска област. След ликвидацията на Бухарската народна съветска република през 1924 г. нейните западни райони са обединени с Туркменска област и на 27 октомври 1924 г. е образувана Туркменската ССР, която на същия ден влиза в състава на СССР.
Първоначално Туркменската ССР се дели на 5 окръга: Керкински, Ленински (по-късно Чарджоуски), Мервски, Полторацки (по-късно Ашхабадски) и Ташаузки. На 21 ноември 1939 г. окръжното деление е заменено с областно деление: Ашхабадска, Красноводска, Марийска, Ташаузка и Чарджоуска области.
- 29 декември 1943 г. – От части на Чарджоуска област е образувана Керкинска област, просъществувала до 23 януари 1947 г. На същата дата е ликвидирана Красноводска област и районите ѝ са предадени на Ашхабадска област.
- 4 април 1952 г. – Красноводска област е възстановена, но на 9 декември 1955 г. отново е ликвидирана и районите ѝ са предадени на Ашхабадска област.
- 25 май 1959 г. – Ашхабадска област е ликвидирана, като трите ѝ източни района (Кировски, Серахски и Тедженски) са предадени на Марийска област, а останалите райони преминават под непосредствено републиканско подчинение.
- 10 януари 1963 г. – Ликвидирани са Марийска, Ташаузка и Чарджоуска области. Част от районите им са закрити, а останелите преминават под непосредствено републиканско подчинение.
- 14 декември 1970 г. – Възстановени са Марийска, Ташаузка и Чарджоуска области.
- 27 декември 1973 г. – Възстановени са Ашхабадска и Красноводска области.
- 25 август 1988 г. – Ашхабадска и Красноводска области отново са ликвидирани.
- 1991 г. – Красноводска област е преименувана на Балканска област и областният център е преместен в град Небитдаг (сега Балканабад).
- 27 октомври 1991 г. – Туркменска ССР обявява своята независимост под името Република Туркменистан

### Постсъветски период
- 14 декември 1992 г. – На територията на бившата Ашхабадска област е образуван Ахалският вилает с административен център град Ашхабад, а по-късно е преместен в град Аннау (на 6 km от Ашхабад). Балканска област е преименувана на Балкански вилает, Марийска област – на Марийски вилает, Ташаузка област – на Дашогузки вилает и Чарджуска област – на Лебапски вилает с административни центрове съответно Балканабад, Мари, Дашогуз и Туркменабад. Град Ашхабад става отделна административна единица приравнена към вилает.